# Lichen scléreux vulvaire
 (avril 2025).
Le lichen scléreux vulvaire ou kraurosis vulvaire est une dermatose inflammatoire chronique; caractérisée par une atrophie et un rétrécissement de la peau du vagin et de la vulve, souvent accompagnés d'une réaction inflammatoire chronique dans les tissus plus profonds.